# Agara
Agara (Galbulimima) je jediný rod čeledi Himantandraceae náležející do řádu šácholanotvaré. Rod zahrnuje 2 druhy a je rozšířen na východních ostrovech Indonésie, Nové Guineji, a v Austrálii. Agary jsou vysoké stromy s jednoduchými listy a velkými květy neobvyklého vzhledu a s neustáleným počtem květních částí. Druh Galbulimima belgraviana je na Papui Nové Guineji těžen pro dřevo a také používán jako halucinogen. Je zdrojem farmaceuticky významných alkaloidů.

## Popis
Agary jsou stromy dorůstající výšek okolo 40 metrů. Listy jsou střídavé, jednoduché, celokrajné, bez palistů, se zpeřenou žilnatinou. Při rozemnutí pryskyřičně voní. Květy jsou velké, oboupohlavné, se široce kuželovitou češulí, jednotlivé nebo v úžlabních květenstvích složených ze 2 nebo 3 květů. Kalich je ze 4 nebo 6 lístků, koruna z 7-9 plátků. Někdy jsou květy interpretovány jako bezobalné a kalich a koruna jsou považovány za staminodia. Tyčinek je mnoho, jsou ploché, volné a uspořádané ve spirále. Tyčinky nejsou diferencovány na nitku a prašník, prašné váčky jsou připojeny ve spodní části vnitřní strany tyčinek a otevírají se podélnou štěrbinou. Gyneceum je svrchní, apokarpní, složené ze 6 až 28, na bázi jen lehce spojených plodolistů. V každém plodolistu je po 1 vajíčku. Plodem je dužnatá, víceméně synkarpní peckovice obsahující několik semen. Semena obsahují olejnatý endosperm.

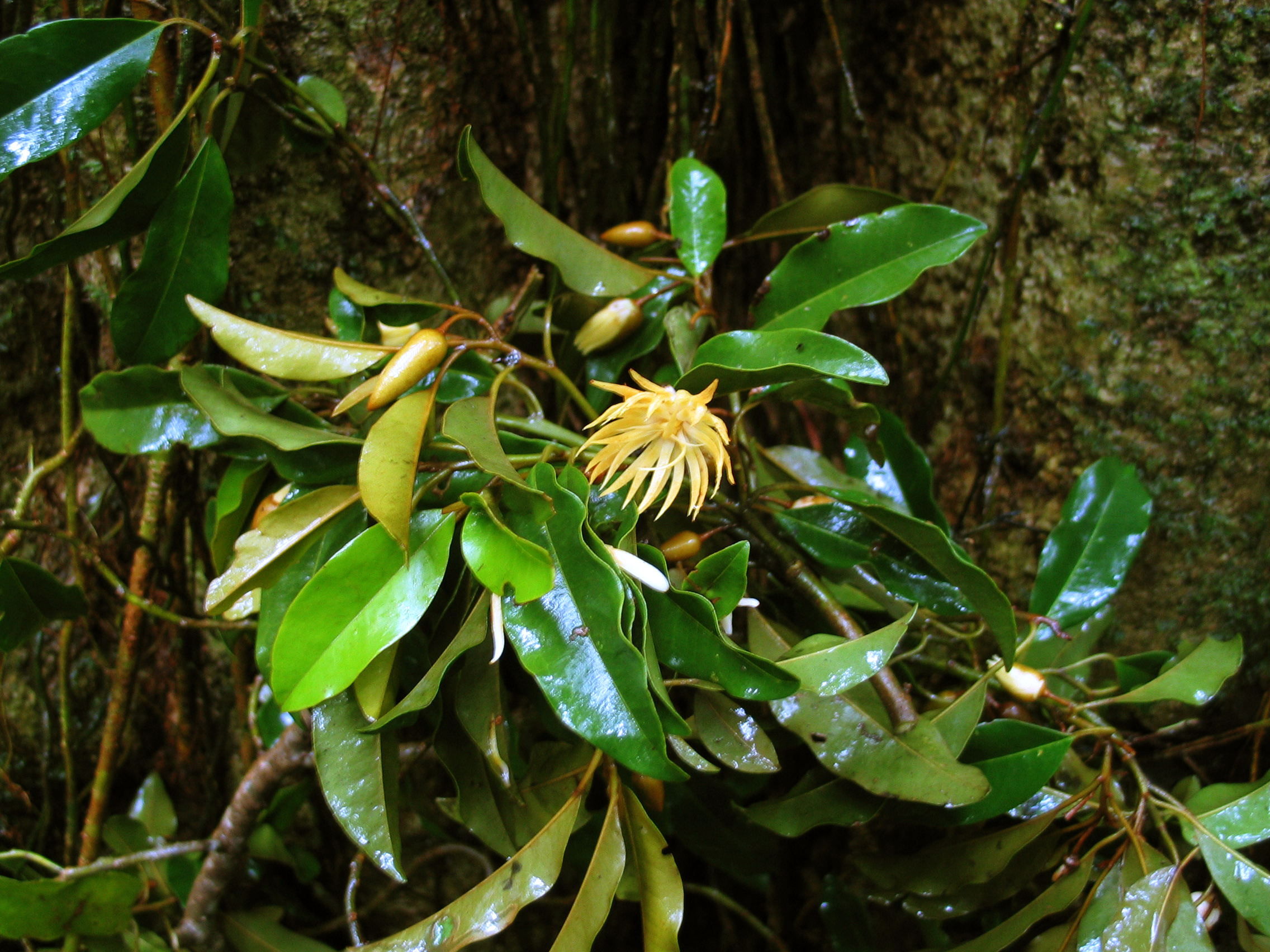
Kvetoucí G. baccata
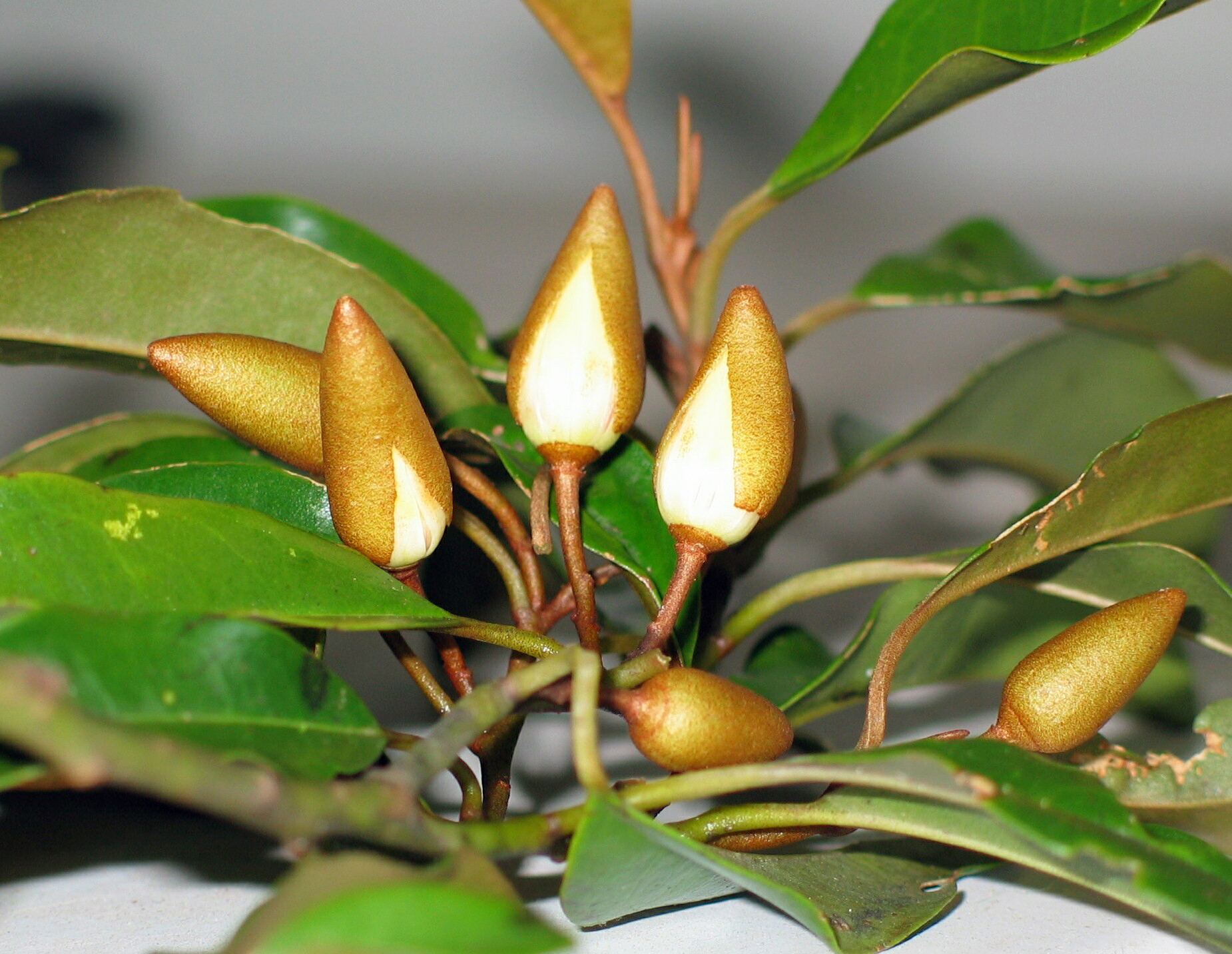
Poupata G. baccata
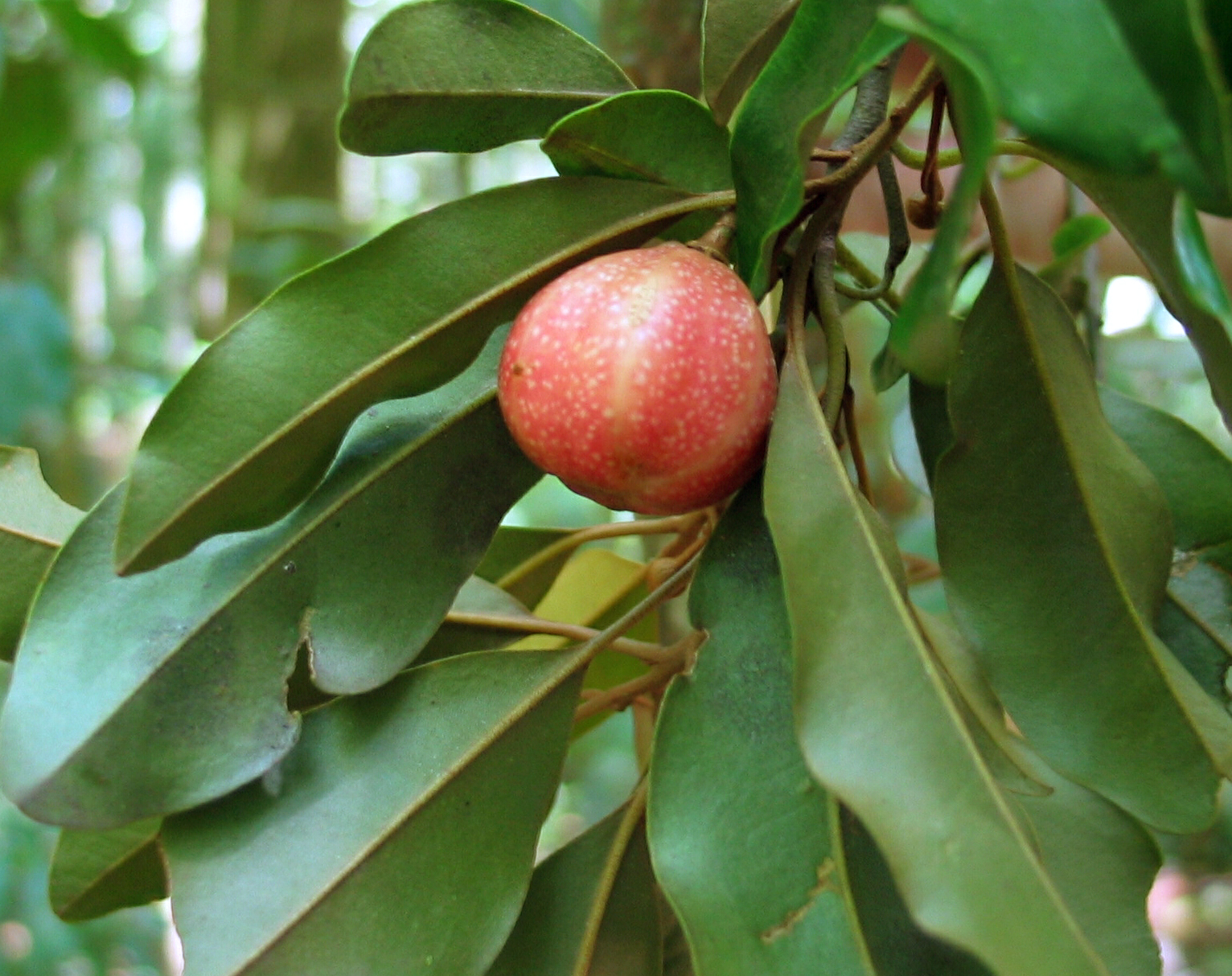
Plod G. baccata

## Rozšíření
Rod agara zahrnuje 2 druhy. Druh Galbulimima baccata se vyskytuje na Sulawesi, Nové Guineji, Šalomounových ostrovech a v severovýchodní Austrálii. Některé zdroje uvádějí jako místo výskytu i Moluky. Druh G. belgraveana roste na Nové Guineji jako běžná součást horských pabukových lesů v nadmořských výškách od 1200 do 2700 metrů.

## Obsahové látky a farmakologie
Z kůry druhu Galbulimima belgraveana bylo izolováno celkem 22 různých unikátních alkaloidů, mezi jinými himbacin, himandrin a himgalin. Himbacin má silné antispasmodické působení a je to silný antagonista blokující činnost srdečního muskarinového receptoru pro acetylcholin. Stal se zásadní látkou při vývoji nových léčiv k léčení neurodegenerativních onemocnění, jako je Alzheimerova choroba.

Strukturní vzorec himbacinu

## Taxonomie
Rod Galbulimima obsahuje 2 druhy, které jsou v některých zdrojích spojovány do jediného, široce pojatého druhu G. belgraveana.
Rod popsal poprvé Ferdinand Jacob Heinrich von Mueller v roce 1887, popis však nebyl podle pravidel nomenklatury uznán za platný a jako platné bylo přijato jméno Galbulimima, které uveřejnil Frederick Manson Bailey v roce 1894. Mezitím byla v roce 1917 publikována Friedrichem Dielsem čeleď Himantandraceae. Návrh zařazení jména Himantandra mezi nomina conservanda byl zamítnut a jméno čeledi je proto odvozené od odlišného názvu než má jediný rod této čeledi.
Podle molekulárních výzkumů je nejblíže příbuznou skupinou čeleď Degeneriaceae.

## Význam
Druh Galbulimima belgraviana je na Papui Nové Guineji těžen pro dřevo, které je obchodováno pod názvem magnolia. Kůra tohoto druhu je v kombinaci s listy árónovité rostliny rodu Homalomena používána jako psychedelikum k navození vizí. Kůra G. belgraviana spolu se zázvorem a listy tabáku slouží na Papui k výrobě přípravku na hubení vší.